# Lysiloma microphylla
Lysiloma microphylla är en ärtväxtart som beskrevs av George Bentham. Lysiloma microphylla ingår i släktet Lysiloma och familjen ärtväxter. Inga underarter finns listade i Catalogue of Life.